# M'hamed Hassine Fantar
Pour les articles homonymes, voir Hassine et Fantar.
M'hamed Hassine Fantar (arabe : محمد حسين فنطر), né le 1er octobre 1936 à Ksar Hellal, est un historien, archéologue et universitaire tunisien spécialiste de la civilisation punique et des langues ouest-sémitiques.

## Biographie

### Carrière académique
Natif de la ville de Ksar Hellal, située dans le Sahel tunisien, il étudie successivement au Collège Sadiki, à l'École normale supérieure de Tunis et dans les universités de Strasbourg et de la Sorbonne.
Au sein de l'Institut national d'archéologie et d'art, devenu par la suite Institut national du patrimoine, il occupe les fonctions de directeur général (1982-1987), directeur de recherches, directeur de la division des musées, directeur du Centre d'études de la civilisation phénicienne-punique et des antiquités libyques et fondateur de la Revue des études phéniciennes-puniques et des antiquités libyques (Reppal) qui publie notamment les travaux effectués au sein du centre, ainsi que directeur de la division des musées.
Professeur émérite des universités, il enseigne l'histoire ancienne, l'archéologie et l'histoire des religions ouest-sémitiques et libyques aux universités de Tunis et donne des conférences dans les universités de Rome La Sapienza, Bologne, Cagliari, Tripoli, Benghazi et Louvain, ainsi qu'au Collège de France.
Membre du Comité des travaux historiques et scientifiques, du Comité du patrimoine mondial et de l'Association pour l'encouragement des études sur l'Afrique du Nord préhistorique, antique et médiévale, il est également membre du conseil scientifique de la Fondation tunisienne pour la traduction, l'établissement des textes et les études, membre correspondant de l'Institut italien pour l'Afrique et l'Orient, de l'Institut archéologique allemand, de l'Académie royale d'histoire et de l'Académie des Lyncéens.
Président de l'Association tunisienne pour l'histoire et l'archéologie, il est l'auteur d'une vingtaine d'ouvrages et d'une centaine d'articles académiques consacrés aux Phéniciens, aux populations libyennes et à la civilisation carthaginoise. Il anime depuis 2017 une émission sur Radio IFM,.

### Responsabilités politiques et administratives
Titulaire de la chaire Ben Ali pour le dialogue des civilisations et des religions de 2001 à 2011, il est président du Comité supérieur des droits de l'homme et des libertés fondamentales entre 2003 et 2009 et membre de la commission consultative pour l'attribution du prix 7-Novembre pour la création.
Entre 2008 et 2011, il siège à la Chambre des conseillers au sein de laquelle il préside la commission de l'éducation, de la culture, de l'information et de la jeunesse,. Il est par ailleurs membre de divers organismes dont :
- la Fondation nationale pour la traduction, l'établissement des textes et les études ;
- la Comité culturel national ;
- la Comité du conseil d'administration de la Maison arabe du livre ;
- l'Association internationale d'étude des civilisations méditerranéennes ;
- l'Union des historiens arabes (représentant en Tunisie) ;
- l'Union des écrivains tunisiens ;
- le Club Hannibal (vice-président) ;
- la Comité supérieur des droits de l'homme et des libertés fondamentales[1].

## Décorations et distinctions

### Décorations
- Chevalier[8] puis commandeur[9] de l'Ordre de la République tunisienne ;
- Grand officier de l'Ordre tunisien du Mérite[10],[11] ;
- Officier de l'Ordre national du Mérite (France)[1] ;
- Officier du l'Ordre du Mérite de la République italienne[1].

### Distinctions
- Docteur honoris causa de l'université de Bologne[1] ;
- Docteur honoris causa de l'université de Sassari[1] ;
- Lauréat de l'Académie des inscriptions et belles-lettres[1] ;
- Prix Toutain-Blanchet pour son livre Kerkouane, cité punique du cap Bon (Tunisie)[1] ;
- Prix du Comité culturel national pour son livre Jugurtha[1] ;
- Prix Sabatino Moscati pour son livre Les Phéniciens en Méditerranée (2002)[1] ;
- Prix du président de la République tunisienne des droits de l'homme (2005)[1] ;
- Prix du président de la République tunisienne pour les études religieuses (2006)[1] ;
- Prix international d'archéologie Amedeo Maiuri (2018)[12],[13].

## Publications

### Ouvrages
- Nouvelles tombes puniques découvertes sur les flancs de la colline du Borj Jedid à Carthage, éd. Centro per le antichità e la storia dell'arte del Vicino Oriente, Rome, 1965
- La Nécropole (avec Dalila Fantar), éd. Istituto di studi del Vicino Oriente, Rome, 1966
- Eschatologie phénicienne-punique, éd. Ministère des Affaires culturelles, Tunis, 1970
- Carthage : la prestigieuse cité d'Elissa, éd. Maison tunisienne de l'édition, Tunis, 1970
- (ar) Jugurtha (يوغرطة، من ملوك شمال إفريقيا و أبطالها), éd. Maison tunisienne de l'édition, Tunis, 1970
- Visite de Carthage, éd. Maison tunisienne de l'édition, Tunis, 1973
- Téboursouk : stèles anépigraphes et stèles à inscriptions néopuniques, éd. Klincksieck, Paris, 1974
- Le dieu de la mer chez les phéniciens et les puniques, éd. Conseil national de la recherche, Rome, 1977[14]
- L'Afrique du Nord dans l'Antiquité. Histoire et civilisation des origines au Ve siècle (avec François Decret), éd. Payot, Paris, 1981, rééd. Payot & Rivages, Paris, 1998  (ISBN 2-228-12900-3)
- Kerkouane, cité punique du cap Bon (Tunisie), tome 1 « Cadre géographique et historique. La découverte », éd. Institut national d'archéologie et d'art, Tunis, 1984[15]
- Kerkouane, cité punique du cap Bon (Tunisie), tome 2 « Architecture domestique », éd. Institut national d'archéologie et d'art, Tunis, 1985
- Kerkouane, cité punique du cap Bon (Tunisie), tome 3 « Sanctuaires et cultes. Société. Économie », éd. Institut national d'archéologie et d'art, Tunis, 1986
- Kerkouane : une cité punique au Cap-Bon, éd. Maison tunisienne de l'édition, Tunis, 1987
- Le Bardo, un palais, un musée, éd. Alif, Tunis, 1989
- Carthage : les lettres et les arts, éd. Alif, Tunis, 1991
- Carthage : la cité punique, éd. CNRS, Paris, 1995  (ISBN 9973-22-020-X)
- Carthage : approche d'une civilisation, 2 vol., éd. Alif, Tunis, 1993, rééd. Alif, Tunis, 1996[16]  (ISBN 0-01-245257-2)
- Les Phéniciens en Méditerranée, éd. Édisud, Aix-en-Provence, 1997  (ISBN 2-85744-962-3)
- Kerkouane : cité punique au pays berbère de Tamezrat : VIe – IIIe siècle avant J.-C., éd. Alif, Tunis, 1998
- Carthage : la cité d'Hannibal, éd. Gallimard, coll. « Jeunesse », Paris, 2007  (ISBN 978-2-07-057362-2)
- Stèles à inscriptions néopuniques de Maktar (avec Maurice Sznycer), éd. De Boccard, Paris, 2015[17]
- Le Bardo, la grande histoire de la Tunisie (avec Samir Aounallah et Abdelaziz Daoulati), éd. Alif, Tunis, 2015[18]
- (ar) Hannibal (حنبعل، بطل قرطاج  و المتوسط), éd. Kalima, Tunis, 2018

### Direction
- Tunisie [sous la dir. de], éd. Conseil national de la recherche, Rome, 1971
- Tunisie : 30 siècles de civilisations [sous la dir. de], éd. Maison tunisienne de l'édition, Tunis, 1983
- La mosaïque en Tunisie [sous la dir. de], éd. CNRS, Paris, 1995
- La tolérance pour le rapprochement et la solidarité entre les peuples [sous la dir. de], éd. Université de Tunis - El Manar, Tunis, 2005
- Dialogue des religions d'Abraham pour la tolérance et la paix [sous la dir. de], éd. Université de Tunis - El Manar, Tunis, 2006
- Le Sahara : lien entre les peuples et les cultures [sous la dir. de], éd. Université de Tunis - El Manar, Tunis, 2006
- Osmose ethno-culturelle en Méditerranée [sous la dir. de], éd. Université de Tunis - El Manar, Tunis, 2007
- La justice et la paix dans les saintes écritures et la pensée philosophique [sous la dir. de], éd. Collection Eshmoun Byrsa, Tunis, 2012